# Nephrolepis radicans
Nephrolepis radicans là một loài dương xỉ trong họ Nephrolepidaceae. Loài này được Burm. Kuhn mô tả khoa học đầu tiên.